# Wojna w Bośni i Hercegowinie
Wojna w Bośni i Hercegowinie – tocząca się w latach 1992–1995 wojna. Zwaśnione strony stanowili walczący o autonomię bośniaccy Serbowie oraz władze Republiki Bośni i Hercegowiny, na której terenie toczyły się główne walki, wraz ze skonfederowanymi z nimi od pewnego momentu Chorwatami. W wyniku działań wojennych, a przede wszystkim w wyniku czystek etnicznych, zginęło od 97 tys. do 110 tys. ludzi (niektóre źródła podają nawet do 200 tys.), a ponad 1,8 miliona zostało zmuszonych do opuszczenia swoich domów. Wszystkie strony konfliktu dopuściły się licznych czystek etnicznych, rabunków i gwałtów na ludności cywilnej. Trwająca blisko cztery lata wojna i czystki etniczne zostały zakończone wymuszonym przez Sojusz Północnoatlantycki (NATO) układem w Dayton. Na mocy mandatu ONZ NATO przeprowadziło w tym celu operacje lotnicze „Deny Flight” oraz „Deliberate Force”.

## Początek wojny
W pierwszych dniach marca 1992 roku w Socjalistycznej Republice Bośni i Hercegowiny odbyło się referendum, w którym głosujący prawie jednogłośnie, tj. 99,7% przy frekwencji wynoszącej 64%, opowiedzieli się za wyjściem republiki z federacji jugosłowiańskiej i niepodległością. Było to jednak niezgodne z ówczesną federalną konstytucją Jugosławii. Serbowie (około 32% ludności republiki według stanu na 1991) zbojkotowali referendum. 3 marca 1992 roku Republika Bośni i Hercegowiny ogłosiła niepodległość. Bardzo szybko, już w kwietniu, została uznana przez wspólnotę międzynarodową za niepodległe państwo. Natychmiast wybuchły walki. W jednym z pierwszych starć naprędce zebrane oddziały bośniackie (policjanci, ochotnicy i członkowie lokalnych gangów mafijnych) odparły Armię Jugosłowiańską, która próbowała odzyskać kontrolę nad Sarajewem, nową stolicą Bośni. Rozpoczęło się oblężenie miasta, które trwało przez 3,5 roku. Najsłynniejszym miejscem w Sarajewie stała się „Aleja Snajperów” – jedna z głównych ulic miasta pozostająca przez cały czas pod ostrzałem snajperów. W całym Sarajewie z wszystkiego, z czego się dało, budowano osłony przed ich ogniem. Z opanowanych przez Serbów wzgórz otaczających Sarajewo tysiące armatnich i moździerzowych pocisków spadały na miasto (w ciągu pierwszych 10 miesięcy oblężenia spadło na Sarajewo 800 tys. pocisków, czyli ponad 2,5 tys. dziennie).
Już w kwietniu do oblężonego miasta przybyło 1,2 tys. żołnierzy ONZ. W tym samym czasie Serbowie bośniaccy proklamowali własną republikę. W maju armia federalna wycofała się z Bośni, ale pozostawiła w kraju swoją broń, a wielu żołnierzy pozostało w Bośni i przyłączyło się do sił serbskich. Każda z walczących stron rozpoczęła na kontrolowanych przez siebie terenach czystki etniczne. Sytuację Bośniaków pogarszało znacznie embargo, nałożone przez ONZ 25 września 1991 roku na kraje byłej Jugosławii. Zgodnie z nim nie mogły one legalnie kupować broni. Wykorzystując słabość przeciwnika, Serbowie opanowali ponad 75% powierzchni Bośni i Hercegowiny.

## Rozpad starej Jugosławii
27 kwietnia 1992 proklamowana została nowa Jugosławia złożona z Serbii i Czarnogóry (oprócz Bośni i Hercegowiny federację opuściły jeszcze Słowenia, Chorwacja i Macedonia). W maju RB ONZ nałożyła na nową Jugosławię bardzo surowe sankcje, które w następnych latach uległy zaostrzeniu. Sankcje pogorszyły i tak złą sytuację gospodarczą nowej Jugosławii, ale jednocześnie ograniczyły możliwość wspierania serbskich separatystów w Bośni i Chorwacji przez Belgrad. W czerwcu siły serbskie przekazały sarajewskie lotnisko ONZ, co ułatwiło dostarczanie pomocy humanitarnej do miasta. W lipcu Chorwaci proklamowali w południowej części republiki Herceg-Bośnię, co jeszcze bardziej pogorszyło sytuację Boszniaków (muzułmańskiej ludności Bośni – około 40 procent mieszkańców republiki). Istnieją podejrzenia, że w tym czasie prezydenci Chorwacji – Franjo Tuđman i Serbii – Slobodan Milošević porozumieli się co do podziału Bośni pomiędzy swoje państwa. W latach 1991–1993 Milošević otwarcie popierał działania bośniackich i chorwackich Serbów oraz głosił konieczność obrony przed „chorwackim ludobójstwem” i „islamskim fundamentalizmem”.

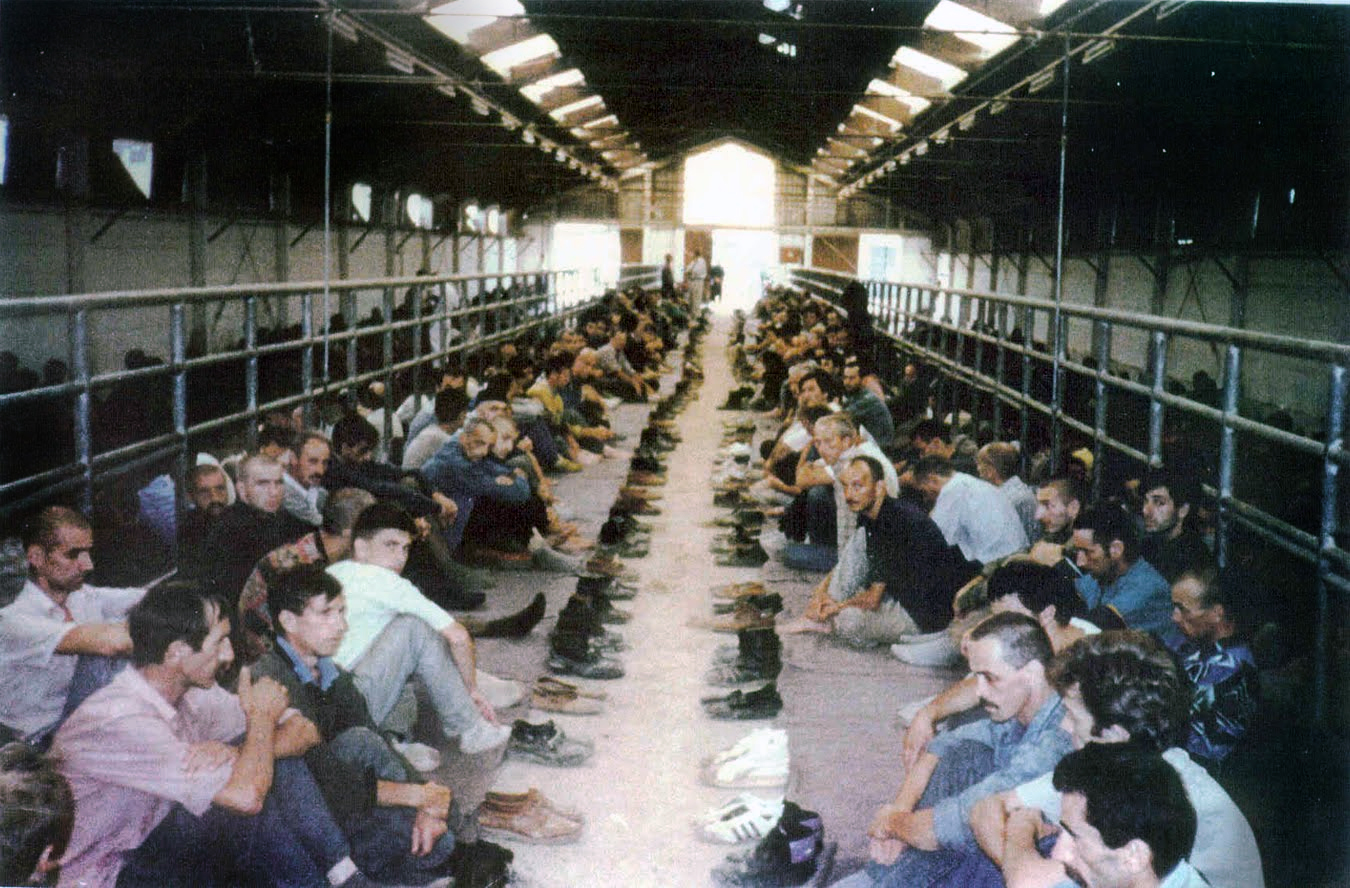
Obóz na górze Manjača blisko Banja Luki

W sierpniu 1992 roku światem wstrząsnęły zdjęcia z serbskich obozów dla internowanych (według danych ONZ było ich wtedy 466 w całej byłej Jugosławii, z czego 333 w Bośni), w których według danych bośniackich mogło być przetrzymywanych nawet 120 tys. osób. We wrześniu ONZ wykluczyła Jugosławię, uznając, że federacja Serbii i Czarnogóry jest nowym państwem i nie może występować jako „stara” Jugosławia. W grudniu prezydent bośniackich Serbów Radovan Karadžić zaprzeczył istnieniu jakichkolwiek obozów, mimo wszędzie publikowanych zdjęć przedstawiających wygłodzonych więźniów stojących za drutem kolczastym.
Należy podkreślić, że władze bośniackie nie były w czasie wojny czysto muzułmańskie. Serbami byli zarówno wiceprezydent republiki, jak i przewodniczący parlamentu. Zastępcami naczelnego dowódcy sił bośniackich byli Serb i Chorwat, a co piąty obrońca Sarajewa był Serbem. Również w armii Republiki Serbskiej służyło wielu muzułmanów, a muzułmańska prowincja Zachodnia Bośnia ogłosiła autonomię i współpracowała z armią serbską w walce z V korpusem Armii Bośni.

## Działania sił pokojowych ONZ i interwencja NATO
W styczniu 1993 roku okazało się, jak niewielkie były możliwości oddziałów ONZ stacjonujących w Bośni. Francuski transporter przewożący wicepremiera Republiki Bośni i Hercegowiny Hakija Turajlicia został bezprawnie zatrzymany przez serbskich żołnierzy. Negocjacje trwały dwie godziny i kiedy otwarty został tył transportera, serbski żołnierz odepchnął francuskiego pułkownika i siedmioma strzałami zabił wicepremiera. W lutym RB ONZ upoważniła błękitne hełmy do użycia broni, gdyby było to konieczne, ale dowódcy sił ONZ woleli nie ryzykować. W tym samym miesiącu RB ONZ podjęła decyzję o utworzeniu trybunału międzynarodowego w Hadze, którego zadaniem jest sądzenie odpowiedzialnych za zbrodnie wojenne popełnione na terenie byłej Jugosławii. W maju 1993 roku utworzone zostały „bezpieczne strefy”. Były to: Srebrenica, Tuzla, Žepa, Goražde, Bihać i Sarajewo. Ich ochronę przejęło ONZ. Rozmieszczono w nich słabe siły pokojowe, które były skrępowane rozkazami prawie całkowicie zabraniającymi używania broni i angażowania się w walki. Przez cały 1993 i część 1994 roku Chorwaci i muzułmanie walczyli w Bośni między sobą. Dopiero w marcu 1994 ogłosili zawieszenie broni i podpisali w Waszyngtonie porozumienie, które proklamowało powstanie Federacji Bośni i Hercegowiny, a także przewidywało możliwość utworzenia konfederacji Bośni i Hercegowiny z Chorwacją. Do muzułmańsko-chorwackiej federacji zaproszono także bośniackich Serbów, ale propozycja została odrzucona. W tym czasie Serbowie kontrolowali 70% terytorium Bośni i Hercegowiny.
Skuteczność działań ONZ okazała się jednak niewielka. Okrucieństwo, z jakim Serbowie zwalczali początkowo muzułmanów na terenie Bośni, skupiło uwagę światowych mediów. Wywierały one coraz większą presję na Organizację Narodów Zjednoczonych i Sojusz Północnoatlantycki w celu podjęcia działań, które położyłyby kres krwawym walkom na terenie Bośni i Hercegowiny. ONZ zareagowała na to rezolucją Rady Bezpieczeństwa nr 819, wyznaczającą sześć stref bezpieczeństwa, w których wszelkie ataki zbrojne były zabronione: Sarajewo, Tuzla, Bihać, Srebrenica, Žepa i Goražde. Przyjęta przez Radę Bezpieczeństwa kolejna rezolucja nr 836 była reakcją na walki rozpoczęte przez siły paramilitarne bośniackich Serbów. Zgodnie z tą rezolucją NATO zapewnić miało bezpośrednie wsparcie lotnicze wewnątrz stref bezpieczeństwa oraz w ich pobliżu, pomagając tym samym siłom pokojowym Organizacji Narodów Zjednoczonych UNPROFOR w realizacji ich mandatu. Upoważniał on siły pokojowe do powstrzymywania ataków na strefy bezpieczeństwa, monitorowania przerwania ognia oraz – w razie konieczności – użycia przemocy zbrojnej w celu zapewnienia sobie swobody przemieszczania lub osłony konwojów humanitarnych. Efektem tego było zapoczątkowanie w kwietniu 1993 roku natowskiej kampanii lotniczej nad Bośnią i Hercegowiną, której celem była egzekucja ogłoszonego przez ONZ całkowitego zakazu lotów nad Bośnią i Hercegowiną, wsparcie sił pokojowych UNPROFOR w zabezpieczaniu stref bezpieczeństwa oraz przymuszenie stron konfliktu do wycofania z nich broni ciężkiej. Samoloty NATO zrzucały także żywność i lekarstwa (akcja ta była krytykowana, ponieważ część zrzutów wpadała w ręce serbskie). Przez cały czas Zachód i Rosja podejmowały różne inicjatywy pokojowe, które nie przynosiły jednak oczekiwanych efektów. Najsłynniejszą z nich był tzw. plan Vanca i Owena przewidujący podział Bośni i Hercegowiny na 10 kantonów. Został on jednak odrzucony w referendum przez bośniackich Serbów w maju 1993 roku (96% przeciw). Latem 1993 Serbowie opanowali góry Igman i Bjelaśnica, całkowicie odcinając Sarajewo od świata.
W czasie, kiedy rosła niechęć do wojny w Serbii, narastało też zniecierpliwienie państw zachodnich przedłużającym się konfliktem. Gdy w lutym 1994 roku wystrzelony przez nieznanych sprawców pocisk moździerzowy zabił na sarajewskim targowisku 68 osób (strony konfliktu obarczały się wzajemnie zarzutami, a Serbowie twierdzili, iż zamachu dokonali muzułmanie chcący wywołać interwencję międzynarodową), NATO nakazało Serbom wycofanie ciężkiej broni z okolic Sarajewa i jej zdeponowanie w magazynach ONZ. 10 kwietnia lotnictwo NATO zaatakowało siły serbskie pod Goražde. Trzeba dodać, że była to pierwsza operacja NATO od czasu założenia sojuszu w 1949 r. W tym samym miesiącu powstała Grupa Kontaktowa (Stany Zjednoczone, Francja, Niemcy, Wielka Brytania i Rosja), która przygotowała kolejną propozycję pokojową (podział Bośni na dwie części: 49% dla Serbów, 51% dla federacji chorwacko-bośniackiej). Podzieliła ona jednak los poprzednich propozycji, gdy w sierpniu Serbowie odrzucili ją w referendum (znów 96% przeciw). W sierpniu samoloty NATO zaatakowały pozycje Serbów pod Sarajewem w odpowiedzi na porwanie z magazynów ONZ broni ciężkiej, która została tam zdeponowana w lutym. Po nalotach Serbowie oddali broń. W tym samym miesiącu Serbia odcięła swoje dostawy dla bośniackich Serbów (efekt międzynarodowych nacisków na Miloševicia). Siły UNPROFOR (Siły Ochronne ONZ) na terenie Bośni i Hercegowiny liczyły w tym czasie już 24 tys. żołnierzy.
1 stycznia 1995 roku wszedł w życie czteromiesięczny rozejm wynegocjowany przez byłego prezydenta Stanów Zjednoczonych Jimmy’ego Cartera. 20 marca wzmocnione mimo embarga (między innymi dzięki pomocy państw islamskich) wojska bośniackie uderzyły na Serbów i odbiły niewielkie terytoria. 26 maja serbska artyleria po raz kolejny zbombardowała Sarajewo. W odpowiedzi uderzyło na Serbów lotnictwo NATO. W odwecie Serbowie zatrzymali 350 żołnierzy ONZ, którzy zostali uwolnieni dopiero dzięki interwencji władz Jugosławii. Państwa zachodnie podjęły po tych wydarzeniach decyzję o wysłaniu do Bośni i Hercegowiny dodatkowych 10 tys. żołnierzy. Strony konfliktu dysponowały w połowie 1995 roku następującymi siłami: muzułmanie mieli 110 tys. żołnierzy, około 40 czołgów i 20 dział, bośniaccy Serbowie mieli 80 tys. żołnierzy, 330 czołgów i podobną liczbę dział, a siły bośniackich Chorwatów liczyły wtedy 50 tys. ludzi, dysponujących 75 czołgami i dwiema setkami dział.

## Kulminacja walk i układ pokojowy
W połowie 1995 sytuacja Serbów zaczęła się radykalnie pogarszać. W Chorwacji wojska chorwackie odbiły z rąk serbskich Zachodnią Slawonię. Tymczasem Serbowie bośniaccy postanowili zlikwidować muzułmańskie enklawy we wschodniej części Bośni. 11 lipca zdobyli Srebrenicę i w następnych dniach wymordowali ponad siedem tysięcy muzułmańskich chłopców i mężczyzn. Nieliczni szczęśliwcy zdołali przedrzeć się przez terytoria serbskie do Tuzli, unikając polujących na nich Serbów i pułapek (miny, zasadzki).

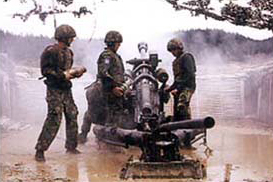
Żołnierze wchodzącego w skład Wielonarodowej Brygady ONZ (MNB) brytyjskiego 19 królewskiego pułku artylerii podczas ostrzału serbskich pozycji 30 września 1995 roku.

Dwa tygodnie później padła inna enklawa – Žepa. Dopiero 1 sierpnia NATO zagroziło nalotami, jeśli zaatakowane zostaną kolejne enklawy. W sierpniu Chorwaci szybkim uderzeniem zdobyli kontrolowaną przez Serbów część Chorwacji (Krajina) (operacja „Burza”) i wkroczyli do Bośni; rząd chorwacki na początku się do tego nie przyznawał. Wspomagały ich oddziały bośniackie z Bihacia. Trzeba również dodać, że strefy bezpieczeństwa organizowane przez ONZ były wykorzystywane przez siły bośniackie jako kryjówki, np. ze Srebrenicy dokonywały one ataków na okoliczne serbskie wioski oraz poprzez granice na tereny Jugosławii, w których niejednokrotnie dochodziło do krwawych masakr.

Pod koniec sierpnia 1995 roku bośniaccy Serbowie, ostrzeliwując Goražde i Sarajewo, zmusili niejako rząd Republiki Bośni i Hercegowiny do zwrócenia się z oficjalną prośbą o pomoc do NATO. Prośba ta była tym bardziej uzasadniona, że 18 sierpnia Organizacja Narodów Zjednoczonych podała do publicznej wiadomości informację o wycofaniu kontyngentu brytyjskiego, przy czym nie zamierzano wprowadzić innych jednostek pokojowych. Rząd Bośni słusznie obawiał się zatem o bezpieczeństwo 60 tysięcy muzułmanów, których pozostawiono właściwie bez żadnego wsparcia ze strony społeczności międzynarodowej. Cztery dni później bośniaccy Serbowie ostrzelali z moździerzy Sarajewo. W wyniku ataku zginęło 6 osób, a około 40 zostało rannych. Rząd w Sarajewie domagał się zatem ukarania bośniackich Serbów, lecz ONZ odmówiła podjęcia jakichkolwiek działań, uznając, że zostali oni wcześniej sprowokowani atakiem bośniackiej armii rządowej na dzielnicę zamieszkałą przez Serbów. W tym czasie rząd Bośni i Hercegowiny czynił wiele starań, by zachęcić zarówno państwa zachodnie, jak i NATO do interwencji militarnej. Ambasador Stanów Zjednoczonych przy ONZ Richard Holbrooke, występując w amerykańskim programie telewizyjnym, oświadczył, że jeśli rozmowy pokojowe zostaną zerwane, NATO natychmiast rozpocznie nową operację powietrzną, zakładającą tym razem aktywne uderzenia lotnictwa Sojuszu na oddziały bośniackich Serbów we wszystkich strefach bezpieczeństwa oraz ich zintegrowany system obrony przestrzeni powietrznej. Ze względu jednak na wydarzenia w Sarajewie, operacja ta została zainicjowana zanim rozpoczęto rozmowy pokojowe. Bezpośrednim wydarzeniem, które zgodnie z opracowanymi wcześniej planami mogły uruchomić operację „Deliberate Force”, był serbski ostrzał Sarajewa z moździerzy. Krótko po godzinie 10 w poniedziałek 28 sierpnia 1995 roku, na stolicę Bośni spadło 5 pocisków, z których 4 trafiły w znajdujące się w centrum miasta targowisko. W wyniku tego ostrzału, śmierć poniosło 37 osób, a ponad 80 zostało rannych. Rząd Bośni zagroził bojkotem mających się rozpocząć rozmów pokojowych, jeśli mimo tego kolejnego już ataku na Sarajewo, NATO i ONZ nie zainicjują uderzeń lotniczych. Jedynym czynnikiem, który powstrzymywał jeszcze NATO przed rozpoczęciem operacji „Deliberate Force”, była konieczność wykazania, że to rzeczywiście strona serbska ponosi winę za to zajście. W czasie gdy prowadzący śledztwo oficerowie ONZ poszukiwali dowodów mogących potwierdzić bądź wykluczyć winę Serbów, ostatni żołnierze brytyjskiego kontyngentu sił pokojowych ONZ opuszczali Goražde, kierując się w stronę granicy z Serbią i Czarnogórą. Po złożeniu raportu potwierdzającego winę bośniackich Serbów za masakrę w Sarajewie, pełniący wówczas obowiązki dowódcy sił pokojowych ONZ (UNPROFOR), generał Rupert Smith oraz admirał Leighton Smith, w nocy z 28 na 29 sierpnia podjęli decyzję o rozpoczęciu kolejnej operacji powietrznej NATO w Bośni i Hercegowinie. 

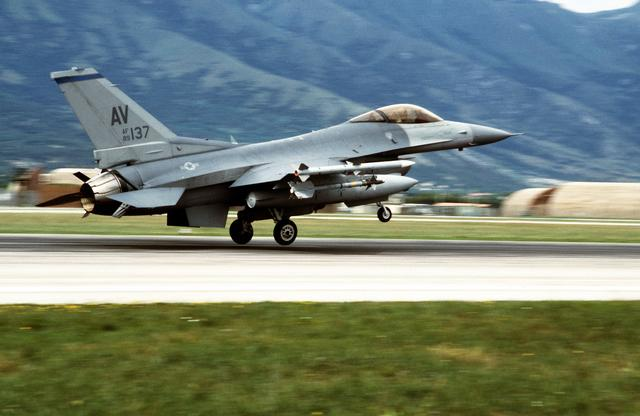
Amerykański samolot F-16 w trakcie operacji „Deliberate Force” w Bośni i Hercegowinie.

29 sierpnia 1995 roku z terytorium Bośni i Hercegowiny wycofali się także żołnierze francuscy, opuszczając ostatnie dwa posterunki obserwacyjne rozmieszczone w pobliżu Sarajewa. Rozwiązano w ten sposób problem brania zakładników z sił pokojowych ONZ przez bośniackich Serbów. Admirał Smith wysłał wiadomość przez Kwaterę Główną NATO w Mons, wzywając samoloty wydzielone do wsparcia operacji „Deny Flight” do przebazowania na wskazane lotniska na terenie Włoch, celem umożliwienia wykonania operacji „Deliberate Force”. Ponadto wydał rozkaz nakazujący dowódcy amerykańskiego lotniskowca USS „Theodore Roosevelt” (CVN-71) zajęcie na Adriatyku dogodnej pozycji do wykonania uderzeń lotniczych na obiekty znajdujące się na terenie Bośni i Hercegowiny. Tego samego dnia, dowódca Wielonarodowego Centrum Operacji Powietrznych (CAOC) otrzymał oficjalny rozkaz rozpoczęcia kampanii powietrznej „Deliberate Force”. 30 sierpnia 1995 roku Sojusz Północnoatlantycki rozpoczął pierwszą ofensywną kampanię wojskową od czasu swego powstania, przeprowadzając szereg uderzeń lotniczych na serbskie oddziały w czterech ocalałych do tej pory zakazanych dla nich strefach bezpieczeństwa oraz na elementy serbskiego systemu obrony powietrznej na terenie Bośni i Hercegowiny. Skutkiem operacji „Deliberate Force”, 14 września Serbowie zgodzili się wycofać ciężki sprzęt spod Sarajewa. Dzień później oddziały chorwackie, które wkroczyły do Bośni, wspólnie z wojskami chorwacko-bośniackimi uderzyły na Serbów. Połączone siły doszły w październiku pod Banja Lukę (największe miasto serbskie w Bośni), zdobywając znaczną część serbskich terenów. 12 października weszło w życie zawieszenie broni (nie wszędzie przestrzegane). 11 listopada rozpoczęto negocjacje pokojowe i 10 dni później został zawarty układ w Dayton kończący wojny w Chorwacji i Bośni. Tym razem przegrywający wojnę Serbowie przyjęli plan Grupy Kontaktowej, który odrzucili kilkanaście miesięcy wcześniej. 14 grudnia 1995 roku prezydenci Republiki Bośni i Hercegowiny – Alija Izetbegović, Chorwacji – Franjo Tuđman i Serbii – Slobodan Milošević podpisali układ z Dayton. Podpisy te zakończyły formalnie dwie wojny, które były najkrwawszymi wojnami w Europie od 1945 roku.
Do Bośni zaczął przybywać liczący 60 tys. jednostek kontyngent sił NATO (IFOR – Siły Implementacyjne, przekształcone później w SFOR – Siły Stabilizacyjne) zastępując całkowicie do 20 grudnia misję ONZ UNPROFOR. W misji uczestniczyli Polacy w liczbie 660 żołnierzy. Zgodnie z postanowieniami układu pokojowego, nowe państwo, Bośnia i Hercegowina, stało się stosunkowo luźną federacją republiki serbskiej i federacji bośniacko-chorwackiej. Każda jednostka ma dość szeroką autonomię z własnymi władzami. Utworzono wspólny rząd oraz parlament, wspólne jest także prezydium, w którego skład wchodzi po jednym z przedstawicieli każdego z trzech narodów. Jednostki NATO 2 grudnia 2004 roku zostały zastąpione przez europejskie jednostki wojskowe EUFOR (w ramach misji Althea).

## Pokłosie
Bilans wojny w Bośni nigdy nie został jednoznacznie ustalony. Niezależni obserwatorzy podają od 97 tys. lub 110 tys. do nawet 200 tys. ofiar śmiertelnych (z czego 65% stanowili Bośniacy, 25% Serbowie, 8% Chorwaci, a 2% inni), z czego tylko 4 tys. w wyniku walk chorwacko-bośniackich. W samym Sarajewie zginęło 10 tys. ludzi, a 35 tys. zostało rannych. Liczbę osób, które opuściły swoje domy w wyniku obu tych wojen, szacuje się na 3,5 miliona (w tym 600 tys. Serbów, którzy uciekli do Jugosławii). Co najmniej kilkadziesiąt tysięcy kobiet zostało zgwałconych.
Wszystkie strony konfliktu prowadziły politykę tzw. „czystek etnicznych”, które sprowadzały się do wysiedleń lub masowych morderstw przedstawicieli przeciwnych nacji. Za czystki etniczne powszechnie oskarża się Serbów (zgodnie z raportem CIA, są oni odpowiedzialni za 90% zbrodni wojennych podczas wojny w Bośni), choć siły bośniacko-muzułmańskie i chorwackie do przemocy przeciw Serbom zaczęły nawoływać jeszcze przed wybuchem wojny. Do Bośni zaczęli ściągać fundamentaliści z innych krajów muzułmańskich, tzw. Mudżahedini, a słynne bośniackie Zielone Berety są odpowiedzialne za szereg masakr na ludności serbskiej. Tak samo już w 1991 chorwaccy nacjonaliści zapowiadali krwawą rozprawę z ludnością serbską na opanowanych przez siebie terenach.
Na Bałkanach trwa cały czas poszukiwanie osób oskarżonych o zbrodnie wojenne. Wielu Serbów, Bośniaków i Chorwatów zostało już ujętych. 21 lipca 2008 roku w Belgradzie zatrzymany został lider bośniackich Serbów Radovan Karadžić, jeden z największych i najbardziej poszukiwanych zbrodniarzy wojennych. 26 marca 2016 został uznany przez Międzynarodowy Trybunał Karny dla byłej Jugosławii winnym zbrodni przeciw ludzkości i ludobójstwa w Srebrenicy. Inny poszukiwany, Ratko Mladić, 21 maja 2011 roku został pojmany przez wywiad serbski i oskarżony o zbrodnie ludobójstwa.
Od 1995 sytuacja w Bośni stale się normalizuje, co pozwoliło na wycofywanie oddziałów pokojowych. Z 60 tys. żołnierzy, w roku 1998 pozostawało 30 tys., a wiosną 2002 już tylko 19 tys. Do wiosny 2002 roku 200 tys. ludzi powróciło na ziemie, z których zostali wypędzeni i zamieszkało pomiędzy swoimi niedawnymi wrogami. W latach 1995–2000 Bośnia otrzymała 5 miliardów dolarów zagranicznej pomocy (ponad 1300 dolarów na mieszkańca).